# Gebze
Gebze je obec a okres v západní části turecké provincie Kocaeli. Žije zde přibližně 371 tisíc obyvatel. Leží 65 kilometrů jihovýchodně od Istanbulu na pobřeží Izmitského zálivu, jenž je součástí Marmarského moře. V minulosti nesla obec název Libyssa. K roku 2022 šlo o nejlidnatější okres provincie Kocaeli, přičemž měl více obyvatel než hlavní město této provincie İzmit. 
Na východě sousedí Gebze s obcí Körfez, na západě a na severu s obcemi Pendik, Tuzla a Şile, na jihozápadě s obcemi Çayırova a Darıca a na jihovýchodě s obcí Dilovası. V okrese Gebze se nachází celkem 40 vesnic. Do území okresu spadá také severní část Mostu Osmana Gaziho. S evropskou části Istanbulu spojuje Gebze tzv. projekt Marmaray. Na rok 2026 navíc byla naplánována dostavba Metra v Gebze. 